# Chad Gray

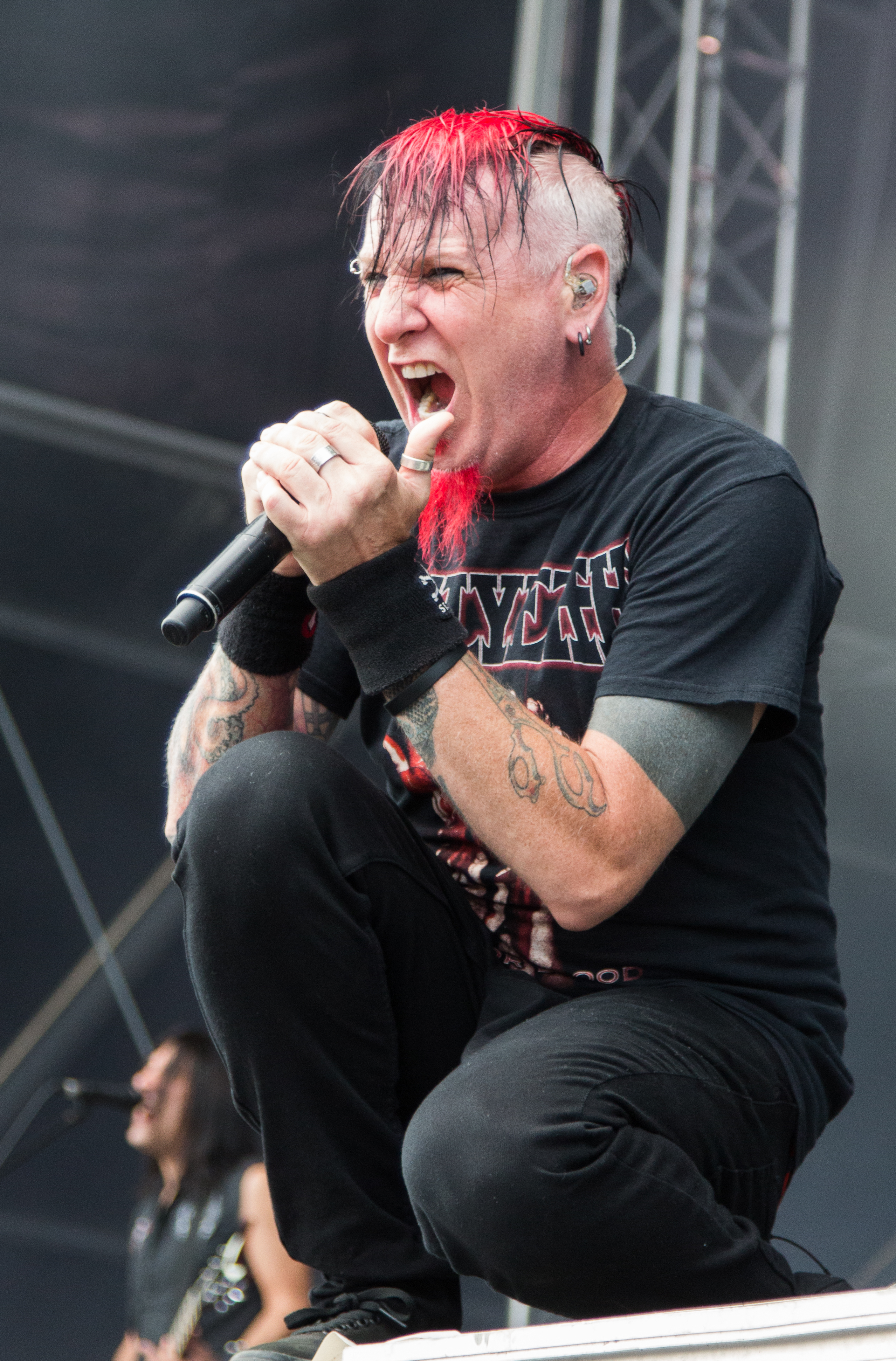
Chad Gray mit Hellyeah (2014)

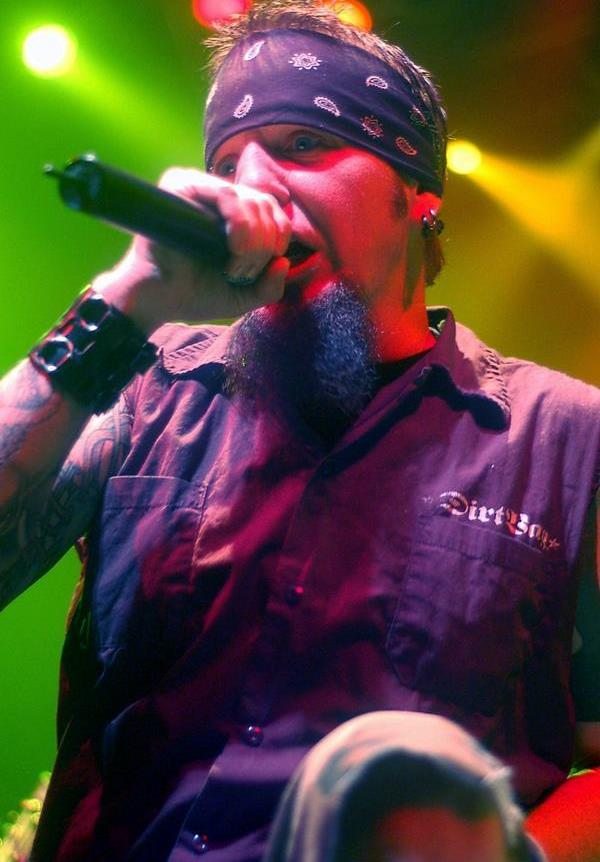
Chad Gray, 2008

Chad Gray (* 16. Oktober 1971 in Decatur, Illinois) ist ein US-amerikanischer Sänger und Songwriter. Er ist der Frontmann der Metal-Bands Mudvayne und Hellyeah.

## Karriere
1996 gründete Gray zusammen mit dem Gitarristen Greg Tribbett, dem Schlagzeuger Matthew McDonough und dem Bassisten Sean Barclay die Band Mudvayne. In der Band hat Gray auch die Beinamen „Kud“ oder „Chüd“. Er zeichnet sich des Weiteren für die Songtexte der Band aus. Sein Gesang wird beschrieben als eine Mischung aus ruhigem und melodischem Gesang und Geschrei.
Gray gründete sein eigenes Plattenlabel namens Bullygoat Records. 2006 gründete er zusammen mit Vinnie Paul die Band Hellyeah.